# Jason Marshall
Jason Marshall (né le 22 février 1971 à Cranbrook en Colombie-Britannique au Canada) est un joueur professionnel canadien de hockey sur glace.

## Biographie
Marshall commence sa carrière avec la Team Canada au niveau international ainsi que dans la Ligue de hockey junior de la Colombie-Britannique avec les Lakers de Vernon. L'année suivante, tout en continuant à jouer avec le Canada, il se joint aux Americans de Tri-City dans la Ligue de hockey de l'Ouest. Il joue ensuite plusieurs saisons dans la Ligue internationale de hockey, principalement avec les Rivermen de Peoria, puis avec les Gulls de San Diego. Par la suite, sa carrière dans la LNH débute, après un cours passage avec les Blues de Saint-Louis, il se joint aux Mighty Ducks d'Anaheim avec qui il joue plusieurs saisons. Par la suite, il change souvent d'équipes avec de faire deux cours passages en Europe, interrompu par une saison avec les Mighty Ducks, la première en Extraliga lors du Lock-out de 2004-2005 de la LNH, le second en DEL, où il finit sa carrière en 2008 alors qu'il porte les couleurs des Lions de Francfort. Tout au long de sa carrière, Marshall est un joueur indiscipliné puisqu'il accumule plusieurs saisons de plus de 200 minutes de pénalité. Cependant, durant son passage dans la LNH, il est un peu moins pénalisé et ne dépasse jamais les 189 minutes reçues en 1997-1998.

## Statistiques

### En club
| Saison     | Équipe                 | Ligue         |     | Saison régulière | Saison régulière | Saison régulière | Saison régulière | Saison régulière |   | Séries éliminatoires | Séries éliminatoires | Séries éliminatoires | Séries éliminatoires | Séries éliminatoires |
| Saison     | Équipe                 | Ligue         | PJ  | B                | A                | Pts              | Pun              | PJ               | B | A                    | Pts                  | Pun                  |                      |                      |
| 1988-1989  | Team Canada            | International | 2   | 0                | 1                | 1                | 0                |                  |   |                      |                      |                      |                      |                      |
| 1988-1989  | Lakers de Vernon       | LHJCB         | 48  | 10               | 30               | 40               | 197              |                  |   |                      |                      |                      |                      |                      |
| 1989-1990  | Team Canada            | International | 73  | 1                | 11               | 12               | 57               |                  |   |                      |                      |                      |                      |                      |
| 1990-1991  | Americans de Tri-City  | LHOu          | 59  | 10               | 34               | 44               | 236              | 7                | 1 | 2                    | 3                    | 20                   |                      |                      |
| 1990-1991  | Rivermen de Peoria     | LIH           | -   | -                | -                | -                | -                | 18               | 0 | 1                    | 1                    | 48                   |                      |                      |
| 1991-1992  | Rivermen de Peoria     | LIH           | 78  | 4                | 18               | 22               | 178              | 10               | 0 | 1                    | 1                    | 16                   |                      |                      |
| 1991-1992  | Blues de Saint-Louis   | LNH           | 2   | 0                | 1                | 1                | 0                | -                | - | -                    | -                    | -                    |                      |                      |
| 1992-1993  | Rivermen de Peoria     | LIH           | 77  | 4                | 16               | 20               | 229              | 4                | 0 | 0                    | 0                    | 20                   |                      |                      |
| 1993-1994  | Rivermen de Peoria     | LIH           | 20  | 1                | 1                | 2                | 72               | 3                | 2 | 0                    | 2                    | 2                    |                      |                      |
| 1993-1994  | Team Canada            | International | 41  | 3                | 10               | 13               | 60               |                  |   |                      |                      |                      |                      |                      |
| 1994-1995  | Gulls de San Diego     | LIH           | 80  | 7                | 18               | 25               | 218              | 5                | 0 | 1                    | 1                    | 8                    |                      |                      |
| 1994-1995  | Mighty Ducks d'Anaheim | LNH           | 1   | 0                | 0                | 0                | 0                | -                | - | -                    | -                    | -                    |                      |                      |
| 1995-1996  | Bandits de Baltimore   | LAH           | 57  | 1                | 13               | 14               | 150              | -                | - | -                    | -                    | -                    |                      |                      |
| 1995-1996  | Mighty Ducks d'Anaheim | LNH           | 24  | 0                | 1                | 1                | 42               | -                | - | -                    | -                    | -                    |                      |                      |
| 1996-1997  | Mighty Ducks d'Anaheim | LNH           | 73  | 1                | 9                | 10               | 140              | 7                | 0 | 1                    | 1                    | 4                    |                      |                      |
| 1997-1998  | Mighty Ducks d'Anaheim | LNH           | 72  | 3                | 6                | 9                | 189              | -                | - | -                    | -                    | -                    |                      |                      |
| 1998-1999  | Mighty Ducks d'Anaheim | LNH           | 72  | 1                | 7                | 8                | 142              | 4                | 1 | 0                    | 1                    | 10                   |                      |                      |
| 1999-2000  | Mighty Ducks d'Anaheim | LNH           | 55  | 0                | 3                | 3                | 88               | -                | - | -                    | -                    | -                    |                      |                      |
| 2000-2001  | Mighty Ducks d'Anaheim | LNH           | 50  | 3                | 4                | 7                | 105              | -                | - | -                    | -                    | -                    |                      |                      |
| 2000-2001  | Capitals de Washington | LNH           | 5   | 0                | 0                | 0                | 17               | -                | - | -                    | -                    | -                    |                      |                      |
| 2001-2002  | Wild du Minnesota      | LNH           | 80  | 5                | 6                | 11               | 148              | -                | - | -                    | -                    | -                    |                      |                      |
| 2002-2003  | Wild du Minnesota      | LNH           | 45  | 1                | 5                | 6                | 69               | 15               | 1 | 1                    | 2                    | 16                   |                      |                      |
| 2003-2004  | Wild du Minnesota      | LNH           | 12  | 1                | 4                | 5                | 18               | -                | - | -                    | -                    | -                    |                      |                      |
| 2003-2004  | Sharks de San José     | LNH           | 12  | 0                | 2                | 2                | 8                | 17               | 0 | 1                    | 1                    | 25                   |                      |                      |
| 2003-2004  | Aeros de Houston       | LAH           | 49  | 7                | 12               | 19               | 87               | -                | - | -                    | -                    | -                    |                      |                      |
| 2004-2005  | HC Plzeň 1929          | Extraliga     | 11  | 1                | 3                | 4                | 53               | -                | - | -                    | -                    | -                    |                      |                      |
| 2005-2006  | Mighty Ducks d'Anaheim | LNH           | 23  | 0                | 4                | 4                | 34               | -                | - | -                    | -                    | -                    |                      |                      |
| 2005-2006  | Pirates de Portland    | LAH           | 2   | 0                | 0                | 0                | 4                | -                | - | -                    | -                    | -                    |                      |                      |
| 2006-2007  | Kölner Haie            | DEL           | 46  | 7                | 10               | 17               | 253              | 9                | 0 | 0                    | 0                    | 32                   |                      |                      |
| 2007-2008  | Lions de Francfort     | DEL           | 44  | 2                | 9                | 11               | 179              | 12               | 1 | 4                    | 5                    | 38                   |                      |                      |
| Totaux LNH | Totaux LNH             | Totaux LNH    | 526 | 16               | 51               | 67               | 1004             | 43               | 2 | 3                    | 5                    | 55                   |                      |                      |